# Betafence
 (octobre 2016).
Si vous disposez d'ouvrages ou d'articles de référence ou si vous connaissez des sites web de qualité traitant du thème abordé ici, merci de compléter l'article en donnant les références utiles à sa vérifiabilité et en les liant à la section « Notes et références ».
Betafence est un groupe belge qui développe, produit et commercialise des solutions de protection périmétriques :
- Clôtures soudées, nouées ou tissées
- Portails pivotants, coulissants, autoportants
- Barrières levantes, tourniquets
- Système de détection

## Historique
Née en 1880 sous le nom de Bekaert, c'est en 2005 que cette dernière a pris son envol en se séparant définitivement du groupe Bekaert pour devenir Betafence, un groupe indépendant, spécialisé dans les systèmes de clôtures et de contrôle d'accès.

## Caractéristiques
- Siège social situé à Gand, Belgique
- Présence dans 100 pays
- 9 sites de production répartis dans 9 pays
- 30 bureaux de vente et agences
- 1400 collaborateurs (2016)